# Эстрада, Рой
Рой Эстра́да (англ. Roy Estrada; род. 17 апреля 1943, Санта-Ана, Калифорния) — американский бас-гитарист и бэк-вокалист. Известен как участник группы The Mothers of Invention. Один из основателей группы Little Feat. В 2012 году осуждён за растление малолетнего и отбывает наказание в виде двадцати пяти лет лишения свободы.

## Биография
В 1964 году, встретившись с барабанщиком Джимми Карл Блэком в ломбарде, Эстрада основал The Soul Gigants — группу, из которой была впоследствии сформирована The Mothers of Invention. До The Soul Gigants Эстрада играл в группе Roy Estrada and the Rocketeers, которая выпустила на лейбле King Records синглы «Jungle Dreams (Part 1)» и «Jungle Dreams (Part 2)».
Играл в группе The Mothers of Invention вплоть до её роспуска в 1969 году. Тогда же Рой Эстрада вместе с Лоуэллом Джорджом (также игравшем в The Mothers) создаёт группу Little Feat и играет на их двух первых альбомах. В 1972 году присоединяется к группе Капитана Бифхарта The Magic Band, где ему дали псевдоним «Большие уши» (Orejón). В 1976 году вернулся к Фрэнку Заппе и участвовал в записи его альбома Zoot Allures. Также его вокал звучит в фильме Заппы Baby Snakes 1979 года, и на альбомах Заппы 1980-х You Are What You Is (1981), Ship Arriving Too Late to Save a Drowning Witch (1982) и The Man from Utopia (1983).
27 октября 1977 года Эстрада был обвинен в сексуальном нападении на несовершеннолетнего. В декабре 1994 года Эстрада был приговорён к шести годам лишения свободы за непристойные действия с ребёнком, произошедшими в округе Ориндж, Калифорния. В январе 2012 года признал себя виновным по аналогичному обвинению в неоднократном сексуальном насилии над ребёнком, имевшем место в марте 2008 года. Следствие доказало, что сексуальными домогательствами музыкант занимался уже давно. Роя Эстраду приговорили к двадцати пяти годам лишения свободы без права на условно-досрочное освобождение.

### The Grandmothers
В 2000-е годы Эстрада играл с бывшими коллегами по группе из Mothers Of Invention. В 2002 году он объединил свои усилия с другими бывшими участниками The Mothers of Invention: Доном Престоном, и Наполеоном Мерфи Броком, а также с гитаристом Кеном Россеном и с барабанщиком Кристофером Гарсия, чтобы сформировать The Grandmothers. Исполняя музыку Фрэнка Заппы, они дали более 90 концертов. Они выступали на многочисленных концертах и фестивалях по всей территории США, Канады и Европы, в том числе в Австрии, Бельгии, Хорватии, Чехии, Дании, Англии, Германии, Нидерландах, Италии, Норвегии и в Швейцарии. В 2005 году гитарист Мирослав Тадич заменил Кена Россера, Робби Мангано был гитаристом во всех турах европейских выступлений Grandemothers с 2009 года.
В 2003 году Рой Эстрада записал свой дебютный сольный альбом Hamburger Midnight, записанный на лейбле Imkanish Records, где он ещё раз сотрудничал с Джимми Карл Блэком.
После осуждения и лишения свободы его карьера завершилась.